# Armand Abplanalp
 (juillet 2024).
Si vous disposez d'ouvrages ou d'articles de référence ou si vous connaissez des sites web de qualité traitant du thème abordé ici, merci de compléter l'article en donnant les références utiles à sa vérifiabilité et en les liant à la section « Notes et références ».
Armand Abplanalp est un acteur, peintre et photographe suisse, né le 25 juillet 1930 à Lausanne et mort le 30 novembre 2000 à Cully (Suisse).

## Biographie
Il crée en 1953 avec Charles Apothéloz la compagnie des Faux-Nez, qui va faire découvrir, dans le Lausanne d'après guerre, Ionesco et Beckett.
Il reste ensuite vingt ans à Paris où il met en scène des opéras-bouffes puis devient l'assistant de Jean-Marie Serreau. Il joue au théâtre avec Jean-Paul Roussillon et d'autres acteurs de la Comédie-Française aux festivals d'Orange, de Sarlat et d'Hammamet entre autres puis dans plusieurs films au cinéma.
Il revient ensuite à Lausanne où il se voue à la redécouverte de Charles-Ferdinand Ramuz. Il met en scène et joue L'œuf de coque de Jacques Guhl, le premier spectacle présenté au théâtre de Vidy lors de l'exposition nationale suisse de 1964.
Armand Abplanalp a joué Hamlet de Jules Laforgue en septembre 1998 sous le chapiteau du Théâtre Vidy-Lausanne, cinquante ans après l'avoir créé avec les Faux-Nez.

## Filmographie

### Cinéma
- 1967 : Soleil Ô de Med Hondo
- 1970 : Bof… Anatomie d'un livreur de Claude Faraldo
- 1971 : Une larme dans l'océan de Henri Glaeser
- 1972 : Le Dernier Tango à Paris de Bernardo Bertolucci
- 1973 : Les Granges Brûlées de Jean Chapot
- 1975 : Gloria Mundi de Nico Papatakis
- 1992 : L'Ombre de Claude Goretta

### Télévision
- 1969 : Fortune d'Henri Colpi
- 1972 : Mycènes, celui qui vient du futur de François Chatel et Pierre Neel

## Théâtre
- 1966 : À Memphis il y a un homme d'une force prodigieuse de Jean Audureau, mise en scène Antoine Bourseiller, Festival du Marais
- 1995 : Roberto Zucco de Bernard-Marie Koltès, mise en scène Jean-Louis Martinelli, Théâtre national de Strasbourg
- 1996 : Roberto Zucco de Bernard-Marie Koltès, mise en scène Jean-Louis Martinelli, Théâtre Nanterre-Amandiers
- 1997 : Emmanuel Kant Comédie d'après Thomas Bernhard, mise en scène Jean-Louis Martinelli, Théâtre national de Strasbourg